# Türken

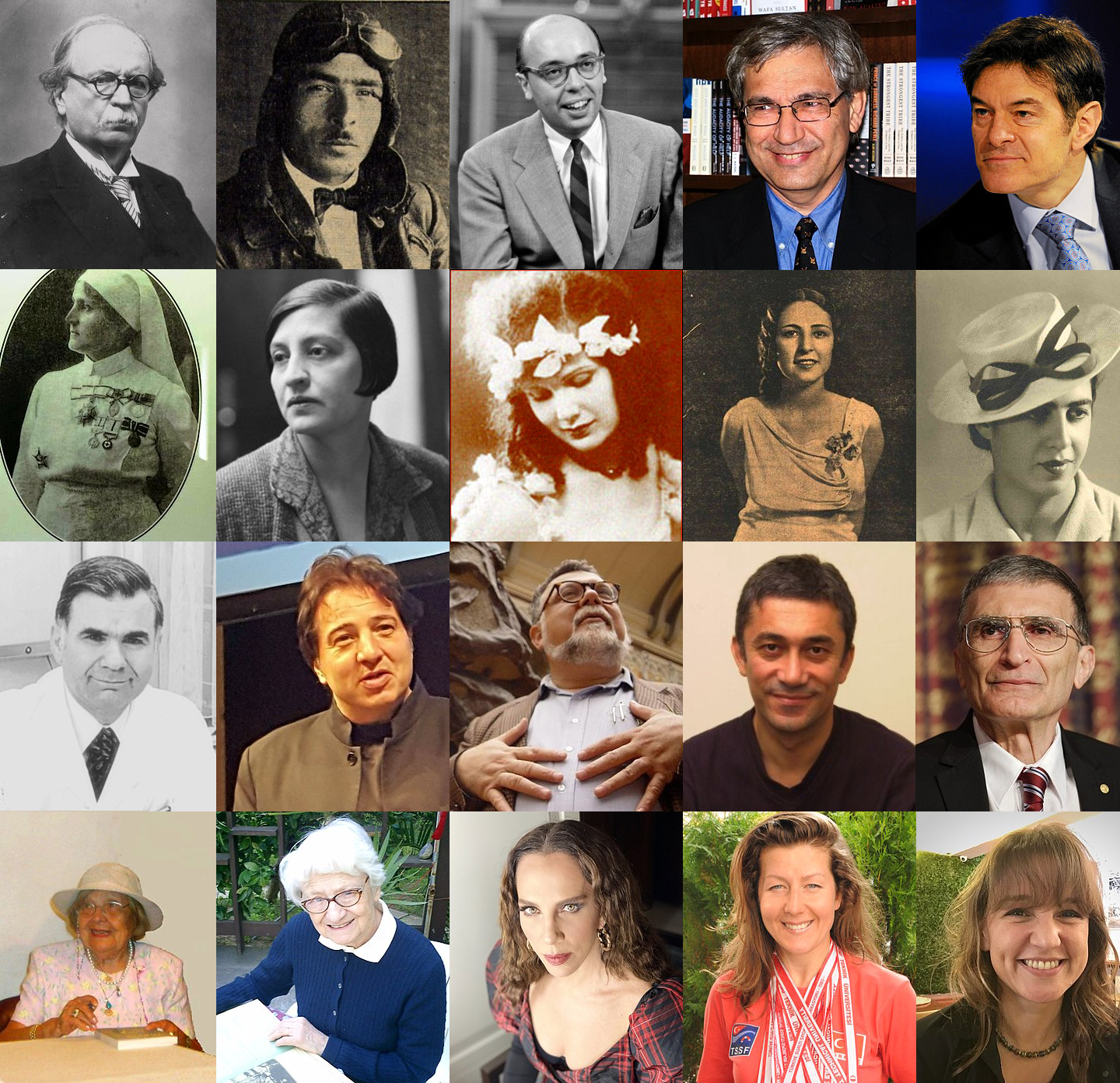
Einige der berühmtesten Türken der Welt

Die Türken (türkisch Türkler) sind eine Ethnie, deren Hauptsiedlungsgebiete in Anatolien, Zypern und Südosteuropa liegen. In vielen Ländern der Welt existiert eine große türkische Diaspora, überwiegend in europäischen Ländern und innerhalb dieser vor allem in Deutschland. Der Großteil der Türken lebt in der seit Gründung 1923 durch Kemal Atatürk nach ihnen benannten Republik Türkei, dem Nachfolger des Osmanischen Reiches, in der sie die Mehrheit der Bevölkerung bilden.

## Etymologie
Die Volksbezeichnung Türk wird erstmals in chinesischen Chroniken des 6. Jahrhunderts als T'u-küe oder Tujue erwähnt und war der Name eines Clans innerhalb einer größeren nomadischen Stammeskonföderation, der die Eigenbezeichnung „Türk“ trug und deren Herkunft nicht eindeutig zu belegen ist. Mit dem Aufstieg der „Türk“ wurde der Name als politische Bezeichnung auf eine ganze Reihe anderer Nomaden und Völker übertragen und schließlich, durch einen bis heute nicht vollständig nachvollzogenen Prozess, als generelle Bezeichnung für eine ganze Sprach- und Völkerfamilie übernommen – zuerst von muslimischen Gelehrten, später auch in Europa. Daraus ist auch die Bezeichnung für die türkische Bevölkerung Anatoliens abgeleitet.

## Geschichte
Die heutigen Türken lassen sich in den sprachlichen und ethnischen Kontext der Turkvölker stellen. Das Siedlungsgebiet des ältesten unter dem Namen Türken bekannten Volkes befand sich im östlichen Zentralasien, auf einem Gebiet, das sich vom Altai-Gebirge bis zum Tienschan im Westen und vom Baikalsee im Norden bis zum Altun im Süden erstreckte. Bereits in der ausgehenden Spätantike entstand dort ein erstes türkisches Reich, das der Göktürken, die ab der Mitte des 6. Jahrhunderts für etwa zwei Jahrhunderte eine bedeutende Rolle in der Geschichte Zentralasiens spielten. Hier nahmen später Migrationen ihren Anfang, die zur Gründung verschiedener Reiche wie die der Karachaniden, Seldschuken oder Osmanen führten. Sie führten ferner turksprachige Gruppen in den Mittleren Osten und nach Anatolien.

### Einwanderung nach Anatolien

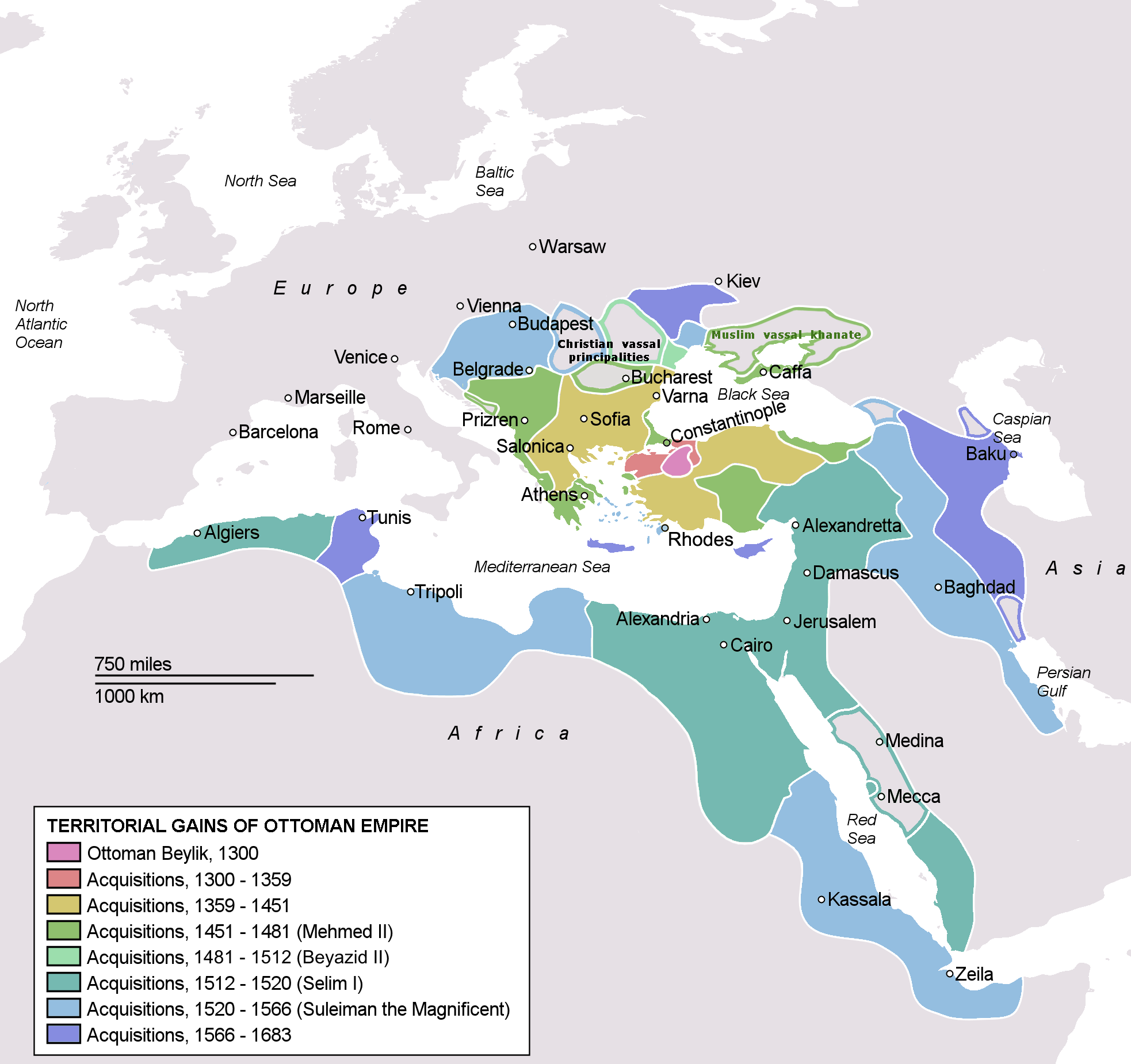
Das Osmanische Reich im Jahre 1683

Der Aufstieg der Türken zu einer islamischen Großmacht begann bereits im 11. Jahrhundert, als die Großseldschuken, ein Familienclan oghusischer Herkunft, ein riesiges Gebiet eroberten, das vom Mittelmeer bis nach Zentralasien reichte. Die Seldschuken ermöglichten mit der siegreichen Schlacht von Manzikert im Jahre 1071, in deren Folge die byzantinische Verwaltung und Verteidigung Kleinasiens zusammenbrach, die türkische Landnahme Anatoliens.
Nach der Eroberung weiter Teile Anatoliens durch die türkischen Stammeskrieger unter der Führung von Suleiman ibn Kutalmiş, einem seldschukischen Prinzen, machte sich dieser von den Großseldschuken unabhängig. Sowohl er als auch sein Sohn und Nachfolger Kılıç Arslan I. wurden bei Auseinandersetzungen mit den Großseldschuken getötet, was in Kleinasien zu verworrenen Zuständen führte. Im Gefolge der Kreuzzüge konnten die Byzantiner große Teile der Halbinsel zurückerobern. Die Abkömmlinge Kılıç Arslans konnten schließlich das von Suleiman begründete Sultanat Rum stabilisieren, sich gegen andere türkische Konkurrenten durchsetzen und auch die byzantinische Herrschaft wieder zurückdrängen. Das Sultanat von Rum stellte den ersten kulturellen und politischen Höhepunkt der Türkenherrschaft in Anatolien dar. Nach der Niederlage in der Schlacht vom Köse Dağ (1243) geriet das Sultanat unter die Oberhoheit der Mongolen und löste sich gegen Ende des 13. Jahrhunderts schließlich auf. Während der Osten des Reiches unter direkte mongolische Herrschaft fiel, machten sich im Westen kleine türkische Fürstentümer (→ Uc) unabhängig, die den Grenzkrieg gegen das byzantinische Reich fortsetzten und bis zum Beginn des 14. Jahrhunderts die byzantinische Herrschaft in Kleinasien mit wenigen Ausnahmen beseitigten. Eines dieser Fürstentümer war das der Osmanen, die vor den Mongolen in das Land der Rum-Seldschuken geflüchtet waren. Diese Entwicklung und die politischen Ereignisse in Zentralasien (Niederlage der Seldschuken gegen die Kara-Kitai, Eroberungen der Choresm-Schahs und der Eroberungszug der Mongolen) prägten die Einwanderung der Türken. Die Einwanderung der ogusischen Stämme, anderer türkischen Ethnien und mongolischer Elemente verlief wellenförmig von der Mitte des 11. Jahrhunderts bis in das 15. Jahrhundert hinein. Diese Gemeinschaften waren stets polyethnisch und politischen Charakters. Ihre Mitglieder waren entweder in die Gemeinschaft hineingeboren worden oder hatten sich ihr angeschlossen. Schätzungsweise trafen bis zum 12. Jahrhundert 100.000 bis 300.000 „Türken“ in Anatolien ein und trafen dort auf zwei bis drei Millionen Alteingesessene. Vermutlich stellten diese im 13. Jahrhundert in Anatolien die relative und spätestens im 15. Jahrhundert die absolute Bevölkerungsmehrheit. In einem Bericht über den Kreuzzug von Friedrich Barbarossa im Jahre 1190 (Historia Peregrinorum) erscheint erstmals der Begriff „Türkei“ in abendländischen Quellen. Im 13. Jahrhundert wird er in vielen europäischen Quellen verwendet. Im Arabischen ist die Bezeichnung barr al-turkiyya (türkisches Land, Türkei) seit Anfang des 14. Jahrhunderts belegt.
Die Einzelheiten der religiösen, sozialen und ethnischen Umformung Kleinasiens von einem christlichen und im Wesentlichen griechischsprachigen Land in ein muslimisch und türkisch geprägtes Land sind schwer erkennbar; es handelte sich um einen über Jahrhunderte andauernden und vielschichtigen Prozess. Dieser blieb in den Jahrzehnte nach der Eroberung zunächst noch gering; noch 1255 waren nach dem Reisebericht Wilhelm von Rubrucks 90 % der Bevölkerung im östlichen Anatolien Christen, während dann 1520 die türkischen Steuerregister in Anatolien 400 000 Christen bei 4,5 Millionen Muslimen zählten. Bei diesem Akkulturationsprozess kam es auch zu vielfältigen religiösen und ethnischen Durchdringungen. Personen türkischer Herkunft machten im byzantinischen Militärdienst Karriere und stiegen (nach Konversion zum Christentum), wie die Axuchoi, bis in den byzantinischen Hochadel auf. Umgekehrt finden sich unter den Vertrauten der ersten Osmanenherrscher Personen wie Köse Mihal und Evrenoz Bey, die bereits ausweislich ihrer Namen und auch der Überlieferung nach byzantinischer und christlicher Herkunft waren und die bereits vor ihrem Übertritt zum Islam Parteigänger der Osmanen waren. Zudem lebten bereits vor der osmanischen Eroberung Südosteuropas dort Angehörige turkvölkischer Herkunft, die teils enge, teils entferntere ethnische Verwandte der anatolischen Türken waren. Nach dem Übertritt zum Islam verschmolzen sie mit den osmanischen Eroberern; soweit sie Christen blieben, sehen einige Autoren in ihnen die Vorfahren der Gagausen.
Das Türkische setzte sich in der Folge rasch als Umgangssprache zwischen den einzelnen Bevölkerungsteilen durch. Das Persische war neben dem Arabischen die wichtigste Bildungs- und Literatursprache. Sämtliche Chroniken der Rumseldschuken wurden auf Persisch verfasst. Nach dem Untergang des Reichs der Rumseldschuken begann auch im offiziellen Gebrauch und in der Literatur das Türkische hervorzutreten. Als im Jahre 1277 der Herrscher der Karaman Oğulları Mehmed Bey von Konya Besitz ergriffen hatte, gab er den Befehl, dass in der Staatskanzlei nur das Türkische gebraucht werden dürfe. Ab dem 13. Jahrhundert sind anatolische Literaturerzeugnisse in türkischer Sprache erhalten, ab dem Ende des 13. Jahrhunderts gewann das Türkische auch in staatlichen Urkunden an Bedeutung. Unter der christlichen Bevölkerung waren Syrisch-Aramäisch, Armenisch und Arabisch die wichtigsten Bildungssprachen. Das Arabische wurde im Osmanischen Reich in Kadiregistern, Stiftungsurkunden und Inschriften bis zum Ende des 16. Jahrhunderts durch das Osmanische ersetzt.
Der Begriff Türk oder Türki als Volks- oder Sprachbezeichnung war trotz der verschiedentlich pejorativen Verwendungen in historischen und literarischen Texten des Osmanischen Reiches nicht auf nomadisierende oder bäuerliche Bevölkerungsgruppen beschränkt.

### Das Osmanische Reich
Auf die anatolischen Seldschuken folgten die türkischen Osmanen, die bald darauf große Teile Anatoliens unter ihre Herrschaft brachten und im Jahr 1453 Konstantinopel eroberten. Mit gewaltigen Kriegszügen eroberten die Osmanen ein Reich, das von Armenien bis nach Ungarn, von der südrussischen Steppe bis nach Nordafrika reichte. Auch große Teile der arabischen Halbinsel und des Mittelmeerraums gehörten zum türkischen Imperium. Ungeachtet der am Hofe und im Militär und der Verwaltung herrschenden türkischen Sprache beruhte der osmanische Staat nicht auf einer ethnischen Grundlage, sondern war eine rein dynastische Herrschaft, die der Sultan vor allem mit den Angehörigen seines Haushalts (kul: rechtlich in etwa Sklaven und Freigelassene) ausübte. Die ethnische Zugehörigkeit zum Türkentum verschaffte keinen Zugang zu Macht und Reichtum, vielmehr rekrutierte sich die Schicht der leitenden Funktionäre im Wesentlichen aus zwangsverpflichteten islamisierten (siehe Knabenlese) Angehörigen der nichtmuslimischen unterworfenen Völker. Nur von Außen, etwa von den Europäern, wurde der Staat als Türkisches Reich, seine muslimischen Bewohner als Türken und sein Sultan als Großtürke bezeichnet. Vergleichbar bezeichneten die arabischen Muslime ihre nichtarabischen Glaubensgenossen in Anatolien und in Südosteuropa als Türken. Ebenso hielten es die nichtmuslimischen Untertanen des Sultans. Erst in den Umbrüchen und Staatskrisen des 17. und 18. Jahrhunderts wurde das hergebrachte Rekrutierungssystem aufgegeben. Auch gebürtige Muslime konnten jetzt als kul in ein Verpflichtungsverhältnis zum Sultan treten, etwa ins Janitscharenkorps eintreten, im Gegensatz zu den früher zwangsausgehobenen Angehörigen auch heiraten und ihren Status an ihre Nachkommen vererben. Am Ende der hierdurch angestoßenen, vielfach gebrochenen Entwicklung stand die Herausbildung des modernen türkischen Staates und der türkischen Nation.

## Anzahl und Siedlungsgebiet

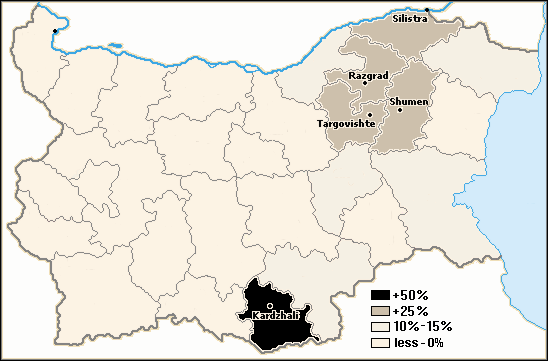
Anteil der Türken in Bulgarien laut der Volkszählung 2001 in den Oblasten:
10 % und höher 20 % und höher 50 % und höher

Türkische Diaspora

Zu den Türken rechnen sich weltweit rund 65 Millionen Menschen. Etwa 58 Millionen Türken leben vor allem in der nach ihnen benannten Republik Türkei. Als autochthone Minderheiten sind sie auch in Zypern (265.000) und in Südosteuropa als Balkantürken in Bulgarien (746.664, vor allem in den Oblasten Kardschali, Rasgrad, Schumen, Targowischte und Silistra), Griechenland (157.000, vor allem in den Regionalbezirken Rodopi und Xanthi), Nordmazedonien (79.000, vor allem in Skopje und Gostivar), Rumänien (44.500, vor allem im Kreis Constanța) und im Kosovo (22.500, vor allem in Prizren und Mamuša) beheimatet. Als klassische Einwanderer oder Arbeitsemigranten und deren Abkömmlinge leben sie vorwiegend in vielen europäischen Ländern, dort überwiegend in Deutschland (2.196.000), in den Niederlanden (400.000,) in Frankreich (224.000), aber z. B. auch in den Vereinigten Staaten (171.818) und in Australien (150.000).

## Religion
Die überwiegende Mehrheit der Türken sind sunnitische Muslime, die der hanafitischen Rechtsschule folgen. Ein kleiner Teil der Türken sind sunnitische Muslime, die der schafiitischen oder hanbalitischen Rechtsschule folgen oder rechtsschulunabhängig sind. Des Weiteren gibt es Sufis des Khalwatīya-, Mawlawīya-, Naqschbandīya-, Qādirīya- und Rifāʿīya-Ordens. Außerdem sind unter Türken in geringem Maße Zwölfer-Schiiten, die hauptsächlich in den Distrikten al-Muqdadiyya, Chanaqin und Kifri in der irakischen Provinz Diyala, in den Distrikten Daquq, al-Hawidscha und Kirkuk in der Provinz Kirkuk, im Distrikt Tal Afar in der Provinz Ninawa, im Distrikt Tuz in der Provinz Salah ad-Din sowie in der türkischen Provinz Çorum leben, anzutreffen.
Darüber hinaus bekennen sich viele Türken zum Alevitentum, insbesondere in den türkischen Provinzen Amasya, Çorum, Erzincan und Tokat sowie im Landkreis Merkez in der Provinz Adıyaman, im Landkreis Çubuk in der türkischen Provinz Ankara, in den Landkreisen Damal und Hanak in der Provinz Ardahan, in den Landkreisen Edremit und Merkez in der Provinz Balıkesir, im Landkreis Şenkaya in der Provinz Erzurum, in den Landkreisen Merkez und Seyitgazi in der Provinz Eskişehir, im Landkreis Yavuzeli in der Provinz Gaziantep, im Landkreis Selim in der Provinz Kars, in den Landkreisen Delice und Sulakyurt in der Provinz Kırıkkale, im Landkreis Kofçaz in der Provinz Kırklareli, im Landkreis Merkez in der Provinz Kütahya, in den Landkreisen Arguvan, Doğanşehir, Hekimhan und Kuluncak in der Provinz Malatya, im Landkreis Salihli in der Provinz Manisa, im Landkreis Hacıbektaş in der Provinz Nevşehir, im Landkreis Ladik in der Provinz Samsun, in den Landkreisen Gürün, Hafik, Kangal, Merkez, Şarkışla, Ulaş, Yıldızeli und Zara in der Provinz Sivas, in den Landkreisen Akdağmadeni, Aydıncık, Çekerek, Merkez und Sorgun in der Provinz Yozgat sowie in den Gemeinden Chaskowo und Mineralni bani in der bulgarischen Provinz Oblast Chaskowo, in der Gemeinde Momtschilgrad in der Oblast Kardschali, in den Gemeinden Kubrat und Isperich in der Oblast Rasgrad, in der Gemeinde Dulowo in der Oblast Silistra und in der Gemeinde Kotel in der Oblast Sliwen. Die alevitischen Türken Bulgariens werden auch Alianen genannt. Gemäß dem Zensus von 2011 gab es 27.407 Aleviten und Schiiten in Bulgarien.
Ferner gibt es einige wenige Bahais, Christen, Juden, Neo(gök)tengristen und Konfessionslose.